# Thiania simplicissima
Thiania simplicissima är en spindelart som först beskrevs av Karsch 1880.  Thiania simplicissima ingår i släktet Thiania och familjen hoppspindlar. Inga underarter finns listade i Catalogue of Life.